# Georg Swoboda
Georg Swoboda (* 10. April 1978 in Wien) ist ein ehemaliger österreichischer Triathlet. Er ist vierfacher Staatsmeister auf der Triathlon-Langdistanz (2012–2015) und er wird in der Bestenliste Österreicher Triathleten auf der Ironman-Distanz geführt.

## Werdegang
Georg Swoboda startete 2000 bei seinem ersten Triathlon und 2004 in Roth erstmals auf der Langdistanz, wo er den 44. Rang belegte (3,8 km Schwimmen, 180 km Radfahren und 42,2 km Laufen).

### Dopingsperre 2006
Im August 2006 wurde er nach seinem Sieg beim Austria-Triathlon bei einer Dopingkontrolle positiv auf den verbotenen Wirkstoff Mesterolon kontrolliert und der Staatsmeistertitel wurde ihm aberkannt. Der Österreichische Triathlonverband (ÖTRV) verhängte eine zweijährige Sperre.
Nach dem Ende seiner Doping-Sperre startete Swoboda seit 2008 wieder als Profi-Triathlet. Swoboda war seit der Saison 2013 im Kader „Langdistanz“ des ÖTRV.

### Staatsmeister Triathlon Langdistanz 2012–2015
Im August 2012 wurde er Staatsmeister auf der Langdistanz und in den Jahren 2013, 2014 (mit neuem Streckenrekord) sowie 2015 konnte er diesen Titel beim Austria-Triathlon erfolgreich verteidigen.
Seit 2014 organisiert er den „Zehntel-Man“ in Vösendorf; bei diesem Triathlon wird ein Zehntel der Ironman-Distanz absolviert (380 m Schwimmen, 18 km Radfahren und 4,2 km Laufen).
Im August 2017 holte sich der damals 39-Jährige mit dem dritten Rang beim Austria-Triathlon den Titel des Vize-Staatsmeisters auf der Langdistanz.
Sein Spitzname ist Schurli. Er lebt in Vösendorf und startete für den Verein Top Team Tri Niederösterreich.

## Sportliche Erfolge
| Datum/Jahr   | Rang | Wettbewerb            | Austragungsort | Zeit     | Bemerkung                                                        |
| ------------ | ---- | --------------------- | -------------- | -------- | ---------------------------------------------------------------- |
| 17. Mai 2015 | 20   | Ironman 70.3 Austria  | St. Pölten     | 04:18:42 |                                                                  |
| 2. Juni 2012 | 1    | Vienna City Triathlon | Wien           | 03:58:36 | Sieger auf der Mitteldistanz – neben Kamila Polak bei den Frauen |
| 20. Mai 2012 | 21   | Ironman 70.3 Austria  | St. Pölten     | 04:10:22 |                                                                  |

| Datum/Jahr    | Platz | Wettbewerb                                     | Austragungsort | Zeit     | Bemerkung |
| ------------- | ----- | ---------------------------------------------- | -------------- | -------- | --- |
| 9. Okt. 2022  | 412   | Ironman Hawaii                                 | Kailua-Kona    | 09:45:44 | |
| 2. Sep. 2017  | 2     | ÖTRV Staatsmeisterschaft Triathlon Langdistanz | Podersdorf     | 08:25:52 | Vize-Staatsmeister als Dritter beim Austria-Triathlon                                                                                |
| 5. Sep. 2015  | 1     | ÖTRV Staatsmeisterschaft Triathlon Langdistanz | Podersdorf     | 08:24:10 | Staatsmeister auf der Langdistanz – als schnellster Österreicher beim Austria-Triathlon auf dem dritten Rang                         |
| 6. Sep. 2014  | 1     | ÖTRV Staatsmeisterschaft Triathlon Langdistanz | Podersdorf     | 08:07:21 | Staatsmeister auf der Langdistanz – mit persönlicher Bestzeit auf der Langdistanz und neuem Streckenrekord beim Austria-Triathlon    |
| 29. Juni 2014 | 13    | Ironman Austria                                | Klagenfurt     | 08:33:30 | |
| 24. Aug. 2013 | 1     | ÖTRV Staatsmeisterschaft Triathlon Langdistanz | Podersdorf     | 08:12:29 | Staatsmeister auf der Langdistanz beim Austria-Triathlon – neuer Streckenrekord mit 4:08:56 Stunden für die Raddistanz über 180,2 km |
| 7. Juli 2013  | 21    | Ironman Germany                                | Frankfurt      | 08:35:11 | Ironman European Championship |
| 30. Juni 2013 | 7     | Ironman Austria                                | Klagenfurt     | 08:27:25 | |
| 14. Apr. 2013 | 13    | Ironman South Africa                           | Port Elizabeth | 08:54:11 | |
| 3. Nov. 2012  | DSQ   | Ironman Florida                                | Panama City    | –        | nach dem Radfahren disqualifiziert wegen Windschattenfahren                                                                          |
| 30. Sep. 2012 | 2     | Challenge Barcelona-Maresme                    | Barcelona      | 08:22:14 | |
| 25. Aug. 2012 | 1     | ÖTRV Staatsmeisterschaft Triathlon Langdistanz | Podersdorf     | 08:26:13 | Staatsmeister auf der Langdistanz beim Austria-Triathlon                                                                             |
| 22. Apr. 2012 | 19    | Ironman South Africa                           | Port Elizabeth | 09:40:30 | |
| 4. Okt. 2009  | 11    | Challenge Barcelona-Maresme                    | Barcelona      | 08:38:56 | auf der Langdistanz |
| 29. Aug. 2009 | 7     | Austria-Triathlon                              | Podersdorf     | 09:25:02 | |
| 1. Nov. 2008  | 8     | Ironman Florida                                | Panama City    | 08:31:57 | [ 8 ] |
| 26. Aug. 2006 | DSQ   | Austria-Triathlon                              | Podersdorf     | –        | Nach seinem Sieg war die Dopingprobe positiv und Alexander Frühwirth wurde nachträglich zum Sieger erklärt.                          |
| 16. Juli 2006 |       | Ironman Austria                                | Klagenfurt     | 08:45:18 | als schnellster Amateur und Sieger der Klasse M25                                                                                    |
| 27. Aug. 2005 | 2     | Austria-Triathlon                              | Podersdorf     | 08:17:01 | |
| 3. Juli 2005  |       | Ironman Austria                                | Klagenfurt     | 08:50:59 | |
| 28. Aug. 2004 | 2     | Austria-Triathlon                              | Podersdorf     | 08:40:58 | |
| 4. Juli 2004  | 44    | Challenge Roth                                 | Roth           | 09:20:48 | |

| Datum/Jahr    | Platz | Wettbewerb          | Austragungsort | Zeit | Bemerkung                                     |
| ------------- | ----- | ------------------- | -------------- | ---- | --------------------------------------------- |
| 13. Apr. 2011 | 2     | Parndorfer Duathlon | Parndorf       |      | 10 km Laufen, 40 km Radfahren und 5 km Laufen |

(DNF – Did Not Finish; DSQ – Disqualifiziert)